# Teodoro (secundicério dos notários)
Teodoro (em latim: Theodorus) foi um oficial romano do século IV, ativo durante o reinado dos imperadores Valentiniano I (r. 364–375) e Valente (r. 364–378). As fontes louvam-o por suas virtudes e diz-se que veio de uma boa família da Gália. Em 371/372, foi executado por Valente sob suspeita que o sucederia.

## Vida
Teodoro era um pagão romano que veio de uma boa família da Gália e era pai de Icário. Em 371, ocupou a posição de secundicério dos notários. Em 371/372, foi condenado e executado por traição por Valente em Antioquia depois que um oráculo apareceu e previu que ele sucederia Valente; ele ainda era jovem à época. Amiano Marcelino descreveu-o como eminente por sua modéstia, bom senso, refinamento, charme e erudição pelo que sempre parecia superior em todo ofício e posição que manteve, e foi querido por gente da alta e baixa sociedade; também era quase o único homem cuja boca estava fechada sem medo de perigo, pois controlava a língua e refletia sobre o que iria dizer.